# Армянская община Глендейла (Калифорния)

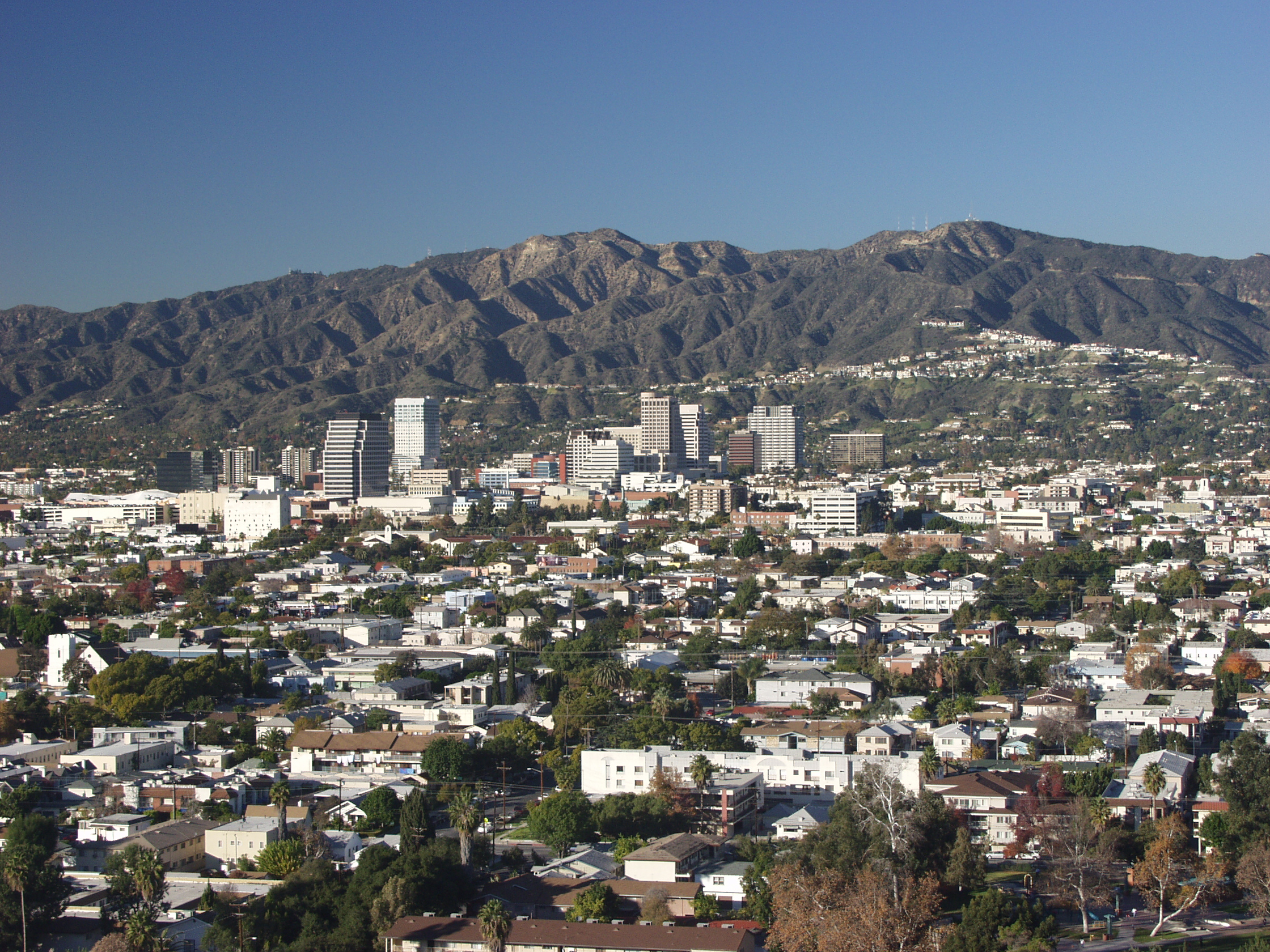
Глендейл

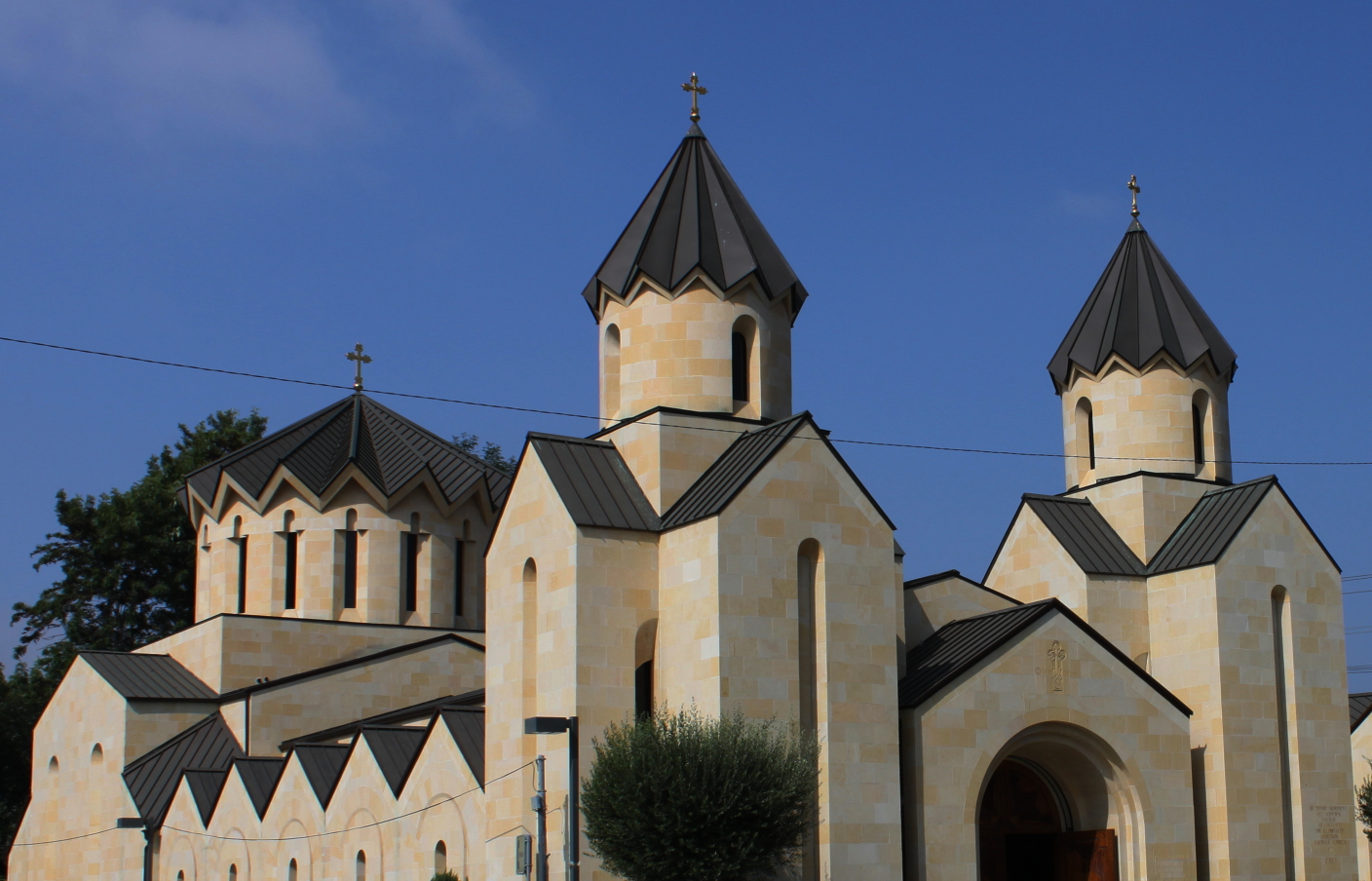
Армянская католическая церковь Св. Григория в Глендейле (2001)

Армянская община города Глендейл (штат Калифорния, США), (арм. Գլենդելի հայ համայնք) — одна из крупнейших городских армянских общин за пределами Армении. Армяне живут здесь с 1920-х годов. В 1970-е годы армянская иммиграция резко увеличилась, а большинство жителей армянского происхождения поселились в Глендейле в 1990-е — 2000-е годы. Армяне хорошо интегрированы в местное общество, владеют многими предприятиями и не теряют свой язык. В городе действует несколько армянских школ (в том числе армянская школа Чамляна и армянская музыкальная школа «Ларк»), этнических и культурных организаций. Есть много национальных ресторанов и кафе, есть армянская пресса. Ведется продажа армянских книг, аудио и видео дисков. В городе работает консульство Республики Армения, которое имеет своё здание.
В Глендейле начинали свою карьеру некоторые члены армянской рок-группы System of a Down.

## Население
Армянские семьи жили в городе с 1920 года, иммиграция армян значительно увеличилась в 1970-х годах. Армяне США хорошо интегрированы в городе, и владеют многими предприятиями, несколькими армянскими школами, а также этническими и культурными организациями.
Глендейл имеет самый высокий процент жителей армянского происхождения, большинство из которых прибыли в город в течение последних двух десятилетий. Город Глендейл является домом для одной из крупнейших армянских городских общин.
В соответствии с переписью населения США 2010 года, Глендейл является домом для 65 343 армян, составляющих 34,1 % от общей численности населения, увеличившись с 1990 года, когда было 31 402 армян в городе.

## Политика
Армянская община представлена в городском совете Глендейла. В Конгрессе США город представляет Адам Шифф, который известен своей проармянской позицией — это говорит о большом влиянии армянской общины города. В законодательном собрании штата город представлен Полом Крикоряном (Демократическая партия). Глендейл является городом-побратимом Капана в Армении.